# Ford Evos
Ford Mondeo Sport (до 2024 года Ford Evos) — это среднеразмерный кроссовер, производимый Ford через совместное предприятие Changan Ford в Китае с 2021 года. Автомобиль дебютировал на 
выставке Auto Shanghai в Китае в апреле 2021 года. 

## История

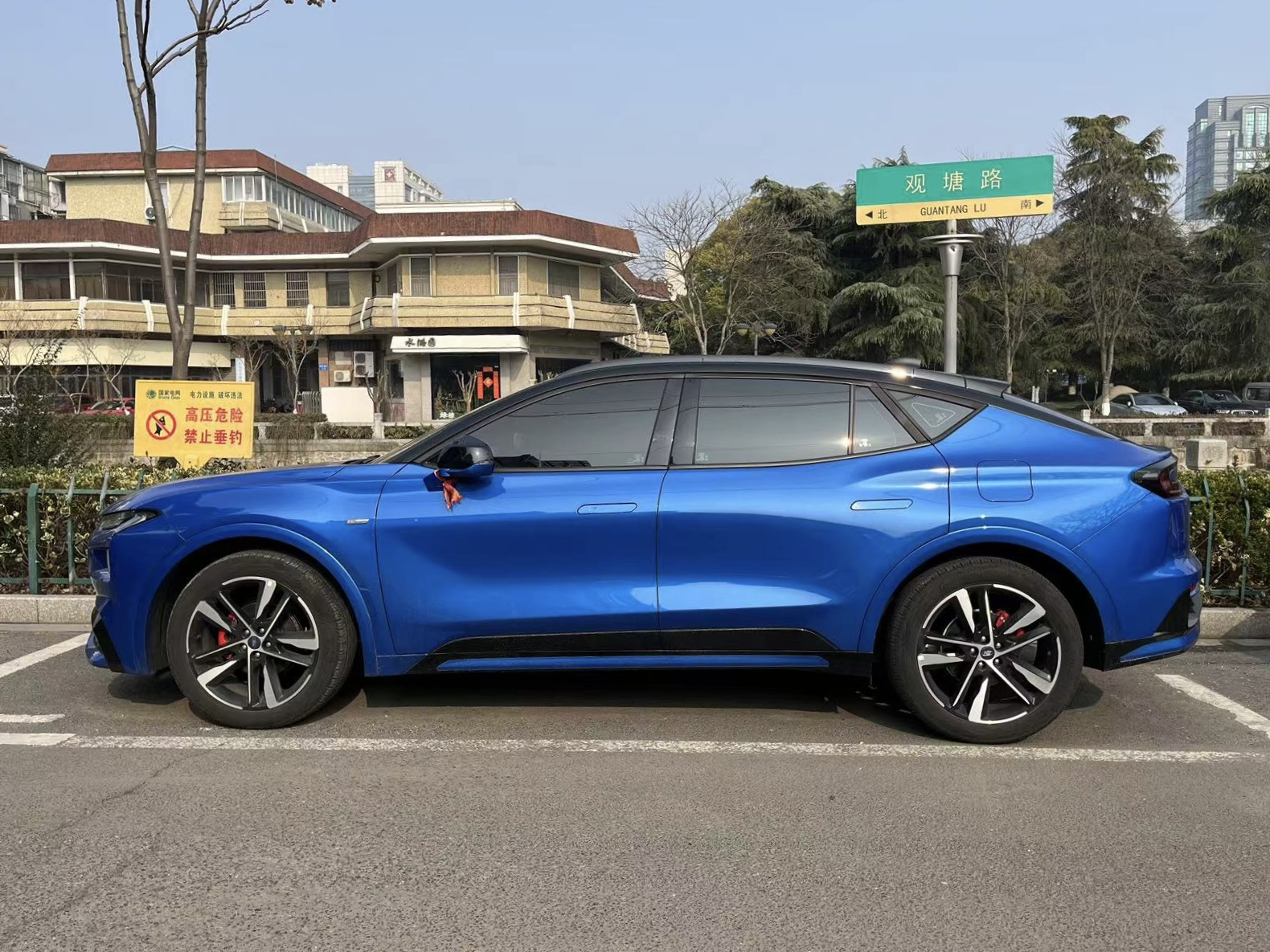
Ford Evos сбоку

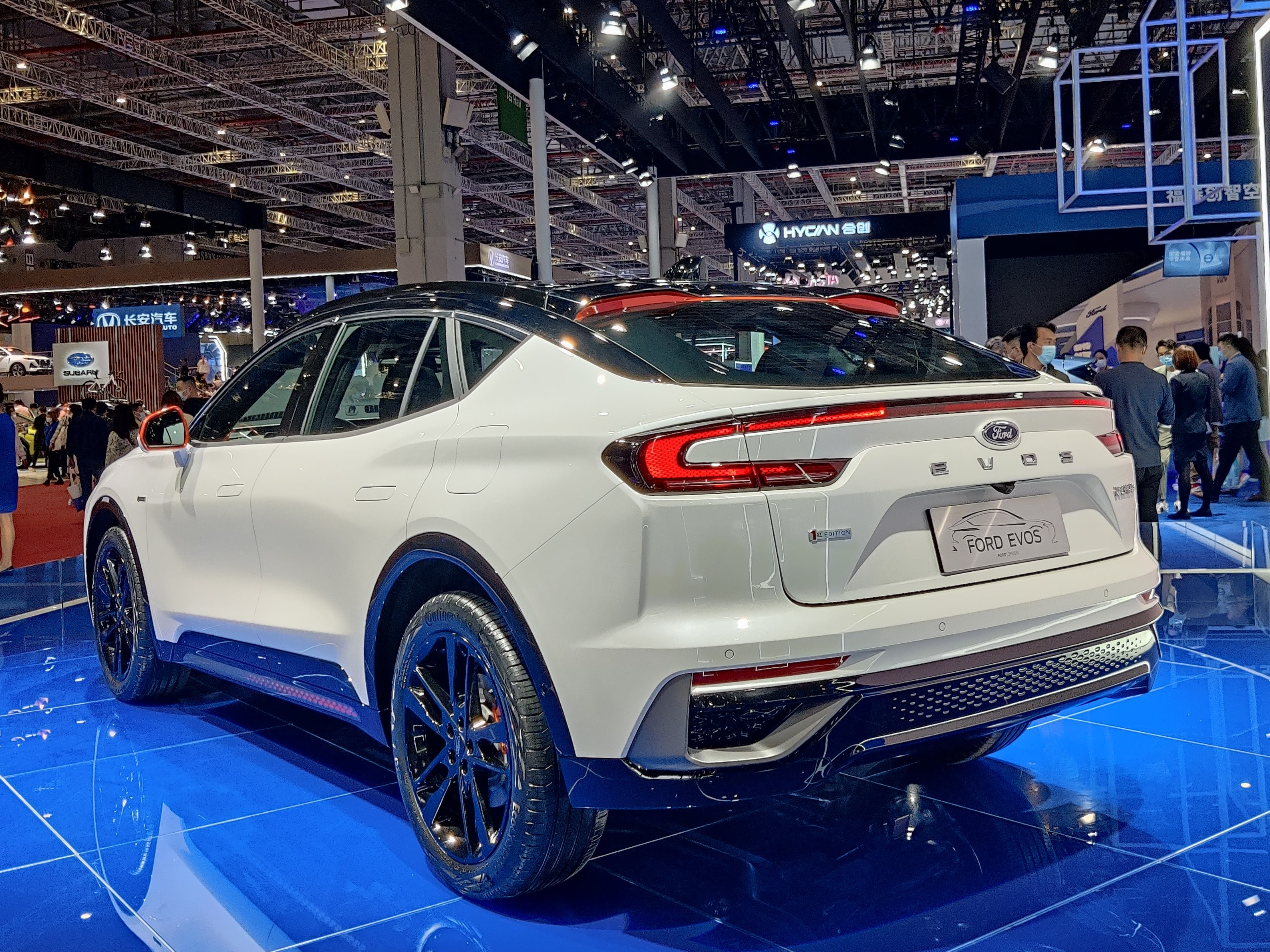
Ford Evos сзади

Разработанный в основном китайской командой Ford, Evos был описан как смесь кроссовера и фастбэка или универсала из-за его низкой посадки. В салоне Evos имеется большая сенсорная панель шириной 1,1 м (3,6 фута), состоящая из двух дисплеев: 12,3-дюймовой цифровой приборной панели, а второй — 27-дюймового информационно-развлекательного дисплея с разрешением 4K, работающего на базе Ford Sync+ 2.0. Evos также оснащен BlueCruise, новой технологией помощи водителю второго уровня от Ford. Другие функции включают режим «второго пилота», который позволяет переднему пассажиру взять на себя половину огромного дисплея и передавать соответствующую информацию водителю. Журналисты предположили, что Evos станет преемником Fusion/Mondeo для Северной Америки и Европы из-за низких продаж на рынках седанов и универсалов.  Однако было подтверждено, что Evos не будет доступен в Северной Америке.  